# О де Бодаро
О де Бодаро (фр. Haut-de-Bosdarros) насеље је и општина у југозападној Француској у региону Аквитанија, у департману Атлантски Пиринеји која припада префектури По.
По подацима из 2011. године у општини је живело 296 становника, а густина насељености је износила 24,05 становника/km². Општина се простире на површини од 12,31 km². Налази се на средњој надморској висини од 262 метара (максималној 445 m, а минималној 251 m).

## Демографија
| 1962. | 1968. | 1975. | 1982. | 1990. | 1999. | 2011. |
| ----- | ----- | ----- | ----- | ----- | ----- | ----- |
| 278   | 245   | 226   | 253   | 267   | 251   | 296   |

График промене броја становника у току последњих година